# Бокин, Токаш
Токаш Бокин (25 апреля (7 мая) 1890 — 19 сентября 1918) — участник борьбы за установление Советской власти в Семиречье и Верном, национально-освободительного восстания 1916 года в Семиречье.

## Биография
Родился 25 апреля (7 мая) 1890 года в ауле Карасу Муюнкумской волости Верненского уезда в семье бедняка-скотовода. Происходит из племени Сарыуйсын.
Окончил 4 класса Верненской мужской гимназии. В 1905—1916 годах работал переводчиком Семиреченского областного переселенческого управления. В 1906 году определен канцелярским служителем 2-го разряда Верненского Окружного Суда. В 1913 году издал в Верном свой казахско-русский словарь, включавший 1802 слова.
В 1916 году был активным участником национально-освободительного движения в Семиречье, после чего 14 августа 1916 года был арестован властями, освобождён после падения царской власти. После освобождения Токаш Бокин включился в работу большевистски настроенных подпольных групп. Когда в 1918 году проходил Семиреченский областной крестьянский съезд большевики С. М. Журавлёв, Л. П. Емелев, Р. П. Маречек и Т. Бокин добились принятия съездом решения о переходе власти к Советам.
На второй день после установления Советской власти — 4 марта 1918 года — секретарь ВРК Токаш Бокин, выступая на митинге, заявил, что казахские трудящиеся приветствуют
власть Советов, от которой единственно могут ожидать справедливого разрешения национального вопроса. Они готовы всемерно помогать русским рабочим, крестьянам и казахам строить совместно новую жизнь на равных правах.
Бокин активно участвовал в создании аульных и сельских крестьянских Советов. Был заместителем областного наркома по урегулированию русско-туземных отношений, одновременно с 7 марта 1918 года — членом коллегии областного СНК, с 9 марта 1918 года — комиссаром Семиреченской облпродовольственной управы, возглавлял специальную комиссию по расследованию «контрреволюционной деятельности» партии «Алаш», которая приняла решение о роспуске этой партии.
Бокин также возглавил работу по частичной конфискации байского скота и раздаче его бедным.
В августе-сентябре 1918 г. содержался в Верненской тюрьме. Убит при таинственных обстоятельствах 19 сентября 1918 года.

## Память
- в Алма-Ате Бокину установлен памятник;
- улицы Бокина есть в Алма-Ате и в ряде других населённых пунктов Алматинской области, таких как посёлок Жайнак, село Узынагаш, город Талгар;
- В городе Туркестан есть улица Токаша Бокина;